# K League 1
K League 1 (hangul: K리그1) är den högsta divisionen i fotboll i Sydkorea för klubblag på herrsidan. Ligan består av 12 lag.

## Historia
Ligan grundades år 1983 som Korean Super League med fem medlemsklubbar. De första fem klubbarna som deltog i den allra första säsongen var Hallelujah FC, Yukong Elephants, POSCO Dolphins, Daewoo Royals och Kookmin Bank FC. Hallelujah FC vann den allra första titeln, endast en poäng före Daewoo Royals. Sedan starten har antalet klubbar utökats från fem till sexton som mest. Av de fem lag som var med från början spelar tre fortfarande i K League. De är POSCO som idag heter Pohang Steelers, Yukong som idag heter Jeju United, och Daewoo som spelar i K League Challenge och idag heter Busan IPark.
År 1998 bytte ligan namn till K League. En alternativ stavning har alltid varit K-League men den var endast officiell från 2010 till 2012. Från och med 2013 har ligasystemet i Sydkorea gjorts om och K League består numer av två divisioner, högsta divisionen K League Classic och andradivisionen K League Challenge.

## Struktur
För närvarande är K League Classic en av två proffsligor i Sydkorea tillsammans med andradivisionen K League Challenge. Tidigare fanns det inget officiellt system för upp- och nedflyttning mellan ligorna men klubbar som vann den dåvarande andradivisionen Korea National League (idag tredjedivisionen), kunde välja att få spela i den högsta divisionen så länge klubben uppfyllde vissa krav.
Sedan ligasystemet förändrades 2013 kan klubbar bli upp- och nedflyttade mellan K League Classic och den nybildade K League Challenge. Exakt samma system användes både säsongen 2014 och 2015. Det vinnande laget i Challenge blir uppflyttat medan det lag som slutar sist i Classic blir nedflyttat. Tre lag från Challenge, de som slutade tvåa till fyra i tabellen, spelar playoff mot det lag som kom näst sist i Classic om uppflyttning eller nedflyttning.

## Ligasäsongen
En säsong i K League Classic börjar vanligtvis i mars och pågår till sena november varje år. Antalet matcher och klubbar, såväl som spelsystem har varierat med åren. Förr i tiden avslutades säsongen med ett slutspel bestående av utslagsmatcher och en final om titeln. Ligatabellen vid slutet av säsongen avgjorde då bara vilka som fick delta i slutspelet även om chansen att bli mästare var högre om man slutade på en bättre placering.
Det nuvarande systemet innebär att varje lag först spelar mot varandra två gånger, varav en hemmamatch och en bortamatch. Efter det skapas ett nytt spelschema beroende på lagens dåvarande ligaplaceringar och alla lag får möta varandra igen fast denna gång endast en gång, antingen hemma eller borta. Efter att alla lag hittills under säsongen mött varandra totalt tre gånger delas den dåvarande tabellen på mitten. Beroende på ligaplacering skapas ett nytt spelschema igen och varje lag möter endast övriga lag på sin halva av tabellen en gång, antingen hemma eller borta. Under de här sista omgångarna kan inte lag från den nedre halvan ta sig upp på den övre halvan av tabellen och tvärtom. Det innebär att ett lag på den nedre halvan kan sluta säsongen med högre poäng än ett lag på den övre halvan trots att de hamnar på en lägre slutplacering.
För närvarande kvalificerar sig ettan och tvåan i ligatabellen automatiskt till följande säsongs upplaga av AFC Champions League-gruppspelet. Det lag som slutar trea i tabellen får kvala till turneringen. Eftersom även vinnaren av den koreanska FA-cupen tar sig till Champions League har lag som inte vinner cupen men som slutar fyra i tabellen också en möjlighet att nå dit.

## Deltagande lag
Ägandet av många klubbar tillhör koreanska chaebol vilket märks på klubbnamnen. Suwon Samsung Bluewings var första klubb 1996 att fokusera verksamheten i en och samma stad då man även inkluderade namnet på staden Suwon i det officiella klubbnamnet. Detta gjorde att de flesta andra klubbar tog liknande initiativ under de kommande åren för att också bilda band med lokalsamhällen. I samband med Fotbolls-VM 2002 byggdes ett flertal stora fotbollsarenor i landet som efter turneringen blev nya hemarenor för K League-klubbar. Flera lag har under åren flyttat städer och bytt namn vilket skapat kontroverser. Bland de mest uppmärksammade finns Anyang LG Cheetahs flytt år 2003 från Anyang till Seoul World Cup Stadium där klubben blev FC Seoul. År 2005 flyttade också Bucheon SK till Jeju och blev Jeju United FC. År 2009 hade K League för första gången minst en klubb från varje sydkoreansk provins.
Sedan säsongen 2014 består K League 1, precis som K League 2, av 12 lag.

### Säsongen 2023
| Lag                     | Koreanskt namn     | Plats         | Arena                                          | Första säsong (på nivå 1) | Aktiva sedan (på nivå 1) |
| ----------------------- | ------------------ | ------------- | ---------------------------------------------- | ------------------------- | ------------------------ |
| Daegu FC                | 대구시민프로축구단 | Daegu         | DGB Daegu Bank Park                            | 2003                      | 2017–                    |
| Daejeon Hana Citizen    | 대전 하나 시티즌   | Daejeon       | Daejeon World Cup Stadium                      | 1997                      | 2023–                    |
| Gangwon FC              | 강원도민프로축구단 | Gangwon       | Chuncheon Songam Sports Town Gangneung Stadium | 2009                      | 2017–                    |
| Gwangju FC              | 광주시민프로축구단 | Gwangju       | Gwangju Fotboll Stadion                        | 2011                      | 2023–                    |
| Incheon United          | 인천 유나이티드    | Incheon       | Incheon Football Stadium                       | 2004                      | 2004–                    |
| Jeju United             | 제주 유나이티드    | Jeju Province | Jeju World Cup Stadium                         | 1995                      | 2021–                    |
| Jeonbuk Hyundai Motors  | 전북 현대 모터스   | Jeonju        | Jeonju World Cup Stadium                       | 1995                      | 1995–                    |
| Pohang Steelers         | 포항 스틸러스      | Pohang        | Pohang Steel Yard                              | 1983                      | 1983–                    |
| FC Seoul                | 프로축구단서울     | Seoul         | Seoul World Cup Stadium                        | 1984                      | 1984–                    |
| Suwon Samsung Bluewings | 수원 삼성 블루윙즈 | Suwon         | Suwon World Cup Stadium                        | 1996                      | 1996–                    |
| Suwon FC                | 수원 FC            | Suwon         | Suwon Sports Complex                           | 2013                      | 2021–                    |
| Ulsan Hyundai           | 울산 현대 축구단   | Ulsan         | Ulsan Munsu Football Stadium                   | 1984                      | 1984–                    |

## Mästare

### Vinnare genom åren
| Säsong | Segrare                 | Andraplats              | Säsong | Segrare                 | Andraplats              | Säsong | Segrare                | Andraplats             |
| ------ | ----------------------- | ----------------------- | ------ | ----------------------- | ----------------------- | ------ | ---------------------- | ---------------------- |
| 1983   | Hallelujah FC           | Daewoo Royals           | 2001   | Seongnam Ilhwa Chunma   | Anyang LG Cheetahs      | 2019   | Jeonbuk Hyundai Motors | Ulsan Hyundai          |
| 1984   | Daewoo Royals           | Yukong Elephants        | 2002   | Seongnam Ilhwa Chunma   | Ulsan Hyundai Horangi   | 2020   | Jeonbuk Hyundai Motors | Ulsan Hyundai          |
| 1985   | Lucky-Goldstar Hwangso  | POSCO Atoms             | 2003   | Seongnam Ilhwa Chunma   | Ulsan Hyundai Horangi   | 2021   | Jeonbuk Hyundai Motors | Ulsan Hyundai          |
| 1986   | POSCO Atoms             | Lucky-Goldstar Hwangso  | 2004   | Suwon Samsung Bluewings | Pohang Steelers         | 2022   | Ulsan Hyundai          | Jeonbuk Hyundai Motors |
| 1987   | Daewoo Royals           | POSCO Atoms             | 2005   | Ulsan Hyundai Horangi   | Incheon United FC       | 2023   | Ulsan Hyundai          | TBA                    |
| 1988   | POSCO Atoms             | Hyundai Horangi         | 2006   | Seongnam Ilhwa Chunma   | Suwon Samsung Bluewings |        |                        |                        |
| 1989   | Yukong Elephants        | Lucky-Goldstar Hwangso  | 2007   | Pohang Steelers         | Seongnam Ilhwa Chunma   |        |                        |                        |
| 1990   | Lucky-Goldstar Hwangso  | Daewoo Royals           | 2008   | Suwon Samsung Bluewings | FC Seoul                |        |                        |                        |
| 1991   | Daewoo Royals           | Hyundai Horangi         | 2009   | Jeonbuk Hyundai Motors  | Seongnam Ilhwa Chunma   |        |                        |                        |
| 1992   | POSCO Atoms             | Ilhwa Chunma            | 2010   | FC Seoul                | Jeju United FC          |        |                        |                        |
| 1993   | Ilhwa Chunma            | LG Cheetahs             | 2011   | Jeonbuk Hyundai Motors  | Ulsan Hyundai           |        |                        |                        |
| 1994   | Ilhwa Chunma            | Yukong Elephants        | 2012   | FC Seoul                | Jeonbuk Hyundai Motors  |        |                        |                        |
| 1995   | Ilhwa Chunma            | Pohang Atoms            | 2013   | Pohang Steelers         | Ulsan Hyundai           |        |                        |                        |
| 1996   | Ulsan Hyundai Horangi   | Suwon Samsung Bluewings | 2014   | Jeonbuk Hyundai Motors  | Suwon Samsung Bluewings |        |                        |                        |
| 1997   | Pusan Daewoo Royals     | Chunnam Dragons         | 2015   | Jeonbuk Hyundai Motors  | Suwon Samsung Bluewings |        |                        |                        |
| 1998   | Suwon Samsung Bluewings | Ulsan Hyundai Horangi   | 2016   | FC Seoul                | Jeonbuk Hyundai Motors  |        |                        |                        |
| 1999   | Suwon Samsung Bluewings | Pusan Daewoo Royals     | 2017   | Jeonbuk Hyundai Motors  | Jeju United FC          |        |                        |                        |
| 2000   | Anyang LG Cheetahs      | Bucheon SK              | 2018   | Jeonbuk Hyundai Motors  | Gyeongnam FC            |        |                        |                        |

### Flest titlar
| Klubb                   | Vinster                                                  | Andraplatser                                                    |
| ----------------------- | -------------------------------------------------------- | --------------------------------------------------------------- |
| Jeonbuk Hyundai Motors  | 9 (2009, 2011, 2014, 2015, 2017, 2018, 2019, 2020, 2021) | 2 (2012, 2016, 2022)                                            |
| Seongnam FC             | 7 (1993, 1994, 1995, 2001, 2002, 2003, 2006)             | 3 (1992, 2007, 2009)                                            |
| FC Seoul                | 6 (1985, 1990, 2000, 2010, 2012, 2016)                   | 5 (1986, 1989, 1993, 2001, 2008)                                |
| Pohang Steelers         | 5 (1986, 1988, 1992, 2007, 2013)                         | 4 (1985, 1987, 1995, 2004)                                      |
| Suwon Samsung Bluewings | 4 (1998, 1999, 2004, 2008)                               | 4 (1996, 2006, 2014, 2015)                                      |
| Busan IPark             | 4 (1984, 1987, 1991, 1997)                               | 3 (1983, 1990, 1999)                                            |
| Ulsan Hyundai FC        | 4 (1996, 2005, 2022, 2023)                               | 10 (1988, 1991, 1998, 2002, 2003, 2011, 2013, 2019, 2020, 2021) |
| Jeju United FC          | 1 (1989)                                                 | 5 (1984, 1994, 2000, 2010, 2017)                                |
| Hallelujah FC           | 1 (1983)                                                 |                                                                 |
| Jeonnam Dragons         |                                                          | 1 (1997)                                                        |
| Incheon United FC       |                                                          | 1 (2005)                                                        |
| Gyeongnam FC            |                                                          | 1 (2018)                                                        |